# Momentvaste verbinding
Binnen de mechanica is een momentvaste verbinding, ook wel starre verbinding genoemd, een verbinding die geen enkele vrijheidsgraad kent, dus waarbij de verbonden voorwerpen feitelijk één voorwerp zijn geworden.
Het tegengestelde hiervan is een flexibele verbinding; een verbinding die de verbonden voorwerpen wel bijeen houdt, maar waartussen een of meerdere vrijheidsgraden van beweging mogelijk zijn. Voorbeelden daarvan zijn een scharnier of een spiebaan (elk één vrijheidsgraad), een kruiskoppeling (twee vrijheidsgraden) en een bolscharnier (drie vrijheidsgraden).